# Level of Concern
"Level of Concern" é uma canção escrita e gravada pela dupla musical norte-americana Twenty One Pilots. Foi lançada como um single autônomo em 9 de abril de 2020, pela gravadora Fueled by Ramen. É uma canção dos gêneros dance-pop, dance-rock e pop rock produzida pelo vocalista Tyler Joseph ao lado de Paul Meany da banda de rock alternativo Mutemath, e suas letras giram em torno da pandemia de COVID-19 durante a qual foi escrita e gravada. A música incentiva a esperança em tempos difíceis, ao mesmo tempo em que aborda o medo generalizado e o pânico associados à pandemia. Uma parte dos rendimentos da canção foi doada à instituição de caridade chamada Crew Nation, um fundo de ajuda global criado pela Live Nation para pessoas que foram despedidas devido à pandemia. Um videoclipe para a faixa foi lançado no canal oficial da banda no YouTube simultaneamente com o lançamento do single.

## Antecedentes e gravação
No início de março de 2020, o número de casos confirmados de COVID-19 nos Estados Unidos era de 70, mas no mês seguinte houve um crescimento em centenas de milhares com uma taxa crescente de mortalidade, resultando no fechamento de escolas e proibição de grandes encontros. Medidas de distanciamento social, como ficar em casa o máximo possível, foram amplamente recomendadas, e reuniões de mais de 10 pessoas foram desencorajadas. Twenty One Pilots escreveu e gravou "Level of Concern", sua primeira canção lançada desde o álbum Trench (2018), em isolamento durante a pandemia.
"Level of Concern" foi escrita pelo vocalista Tyler Joseph, que a produziu ao lado de Paul Meany da banda de rock alternativo Mutemath. Os dois já haviam colaborado no álbum anterior da banda, Trench, mas a canção é uma partida da natureza conceitual desse álbum, bem como de seu predecessor Blurryface (2015). A mãe de Joseph, em parte, influenciou a decisão de escrever uma música sobre a pandemia. Em 6 de abril, Joseph divulgou no Twitter que foi a primeira canção que ele compôs em uma guitarra elétrica, embora ele precisasse de "alguns dias para terminá-la". Ele acrescentou que enviaria para seu colega de banda Josh Dun os arquivos da música. A canção foi lançada como um single autônomo três dias depois. Uma parte da receita gerada pelo single foi doada para a caridade Crew Nation, um fundo de ajuda global feito pela Live Nation para pessoas que foram despedidas devido à pandemia.

## Recepção da crítica
Chris Payne, da Billboard, descreveu "Level of Concern" como um "golpe" com um refrão "ágil", enquanto Caryn Ganz o chamou de "um delicioso pop-funk dos anos 80 que se revela em sua simplicidade" em sua avaliação para o The New York Times. Chris Willman, da Variety, achou que, ao invés de ser uma "inovação rápida" sobre a quarentena, a faixa parecia "totalmente produzida". Jason Lipshutz, também da Billboard, afirmou que a canção é "o primeiro verdadeiro hino da era do coronavírus" e especulou que poderia se tornar um sucesso comercial por ter um estilo mais amigável para a rádio do que Trench, bem como "palavras com as quais qualquer um poderia se identificar neste momento". Da mesma forma, Omar Sanchez, da Entertainment Weekly, o apelidou como "o primeiro hino da quarentena".

## Créditos e pessoal
Créditos adaptados através do Tidal.
- Tyler Joseph – vocais, produção, gravação, composição, baixo, guitarra
- Paul Meany – produção
- Chris Gehringer – masterização
- Adam Hawkins – mixagem
- Josh Dun – bateria, percussão

## Desempenho nas tabelas musicais
| Tabela musical (2020)                                   | Melhor posição |
| ------------------------------------------------------- | -------------- |
| Austrália (ARIA)                                        | 83             |
| Áustria (Ö3 Austria Top 75)                             | 42             |
| Bélgica (Ultratip Bubbling Under da Valônia)            | 2              |
| Bélgica (Ultratip Bubbling Under de Flandres)           | 13             |
| Canadá (Billboard CHR/Top 40)                           | 39             |
| Canadá (Billboard Rock)                                 | 16             |
| Canadá (Canadian Hot 100)                               | 53             |
| Comunidade dos Estados Independentes (Tophit)           | 138            |
| República Checa (Singles Digitál Top 100)               | 27             |
| Croácia (HRT)                                           | 46             |
| Escócia (Scottish Singles Chart)                        | 48             |
| Eslováquia (Rádio Top 100)                              | 49             |
| Eslováquia (Singles Digitál Top 100)                    | 39             |
| Estados Unidos (Billboard Adult Contemporary)           | 29             |
| Estados Unidos (Billboard Adult Top 40)                 | 11             |
| Estados Unidos (Billboard Alternative Airplay)          | 1              |
| Estados Unidos (Billboard Hot 100)                      | 23             |
| Estados Unidos (Billboard Hot Rock & Alternative Songs) | 1              |
| Estados Unidos (Billboard Mainstream Top 40)            | 23             |
| Estados Unidos (Billboard Rock Airplay)                 | 1              |
| Estados Unidos Rolling Stone Top 100                    | 12             |
| Estônia (Eesti Tipp-40)                                 | 18             |
| Grécia (IFPI)                                           | 58             |
| Hungria (Single Top 40)                                 | 20             |
| Hungria (Stream Top 40)                                 | 18             |
| Irlanda (IRMA)                                          | 29             |
| Lituânia (AGATA)                                        | 27             |
| México Ingles Airplay (Billboard)                       | 2              |
| Nova Zelândia Hot Singles (RMNZ)                        | 2              |
| Países Baixos (Dutch Top 40)                            | 24             |
| Países Baixos (Single Top 100)                          | 63             |
| Portugal (AFP)                                          | 95             |
| Reino Unido (UK Singles Chart)                          | 42             |
| Suécia Heatseeker (Sverigetopplistan)                   | 2              |
| Suíça (Schweizer Hitparade)                             | 85             |
| Venezuela Anglo (Record Report)                         | 7              |
| Venezuela Pop (Record Report)                           | 20             |

| Tabela musical (2020)                                   | Posição |
| ------------------------------------------------------- | ------- |
| Estados Unidos (Billboard Hot Rock & Alternative Songs) | 7       |
| Estados Unidos (Billboard Rock Airplay)                 | 1       |

## Certificações
| País                       | Certificação | Vendas  |
| -------------------------- | ------------ | ------- |
| Brasil (Pro-Música Brasil) | Ouro         | 20.000  |
| Canadá (Music Canada)      | Ouro         | 40.000  |
| Estados Unidos (RIAA)      | Ouro         | 500.000 |